# Henry Bouvet
 (novembre 2022).
La mise en forme du texte ne suit pas les recommandations de Wikipédia : il faut le « wikifier ».
Les points d'amélioration suivants sont les cas les plus fréquents :
- Les titres sont pré-formatés par le logiciel. Ils ne sont ni en capitales, ni en gras.
- Le texte ne doit pas être écrit en capitales (les noms de famille non plus), ni en gras, ni en italique, ni en « petit »…
- Le gras n'est utilisé que pour surligner le titre de l'article dans l'introduction, une seule fois.
- L'italique est rarement utilisé : mots en langue étrangère, titres d'œuvres, noms de bateaux, etc.
- Les citations ne sont pas en italique mais en corps de texte normal. Elles sont entourées par des guillemets français : « et ».
- Les listes à puces sont à éviter, des paragraphes rédigés étant largement préférés. Les tableaux sont à réserver à la présentation de données structurées (résultats, etc.).
- Les appels de note de bas de page (petits chiffres en exposant, introduits par l'outil «  Source ») sont à placer entre la fin de phrase et le point final[comme ça].
- Les liens internes (vers d'autres articles de Wikipédia) sont à choisir avec parcimonie. Créez des liens vers des articles approfondissant le sujet. Les termes génériques sans rapport avec le sujet sont à éviter, ainsi que les répétitions de liens vers un même terme.
- Les liens externes sont à placer uniquement dans une section « Liens externes », à la fin de l'article. Ces liens sont à choisir avec parcimonie suivant les règles définies. Si un lien sert de source à l'article, son insertion dans le texte est à faire par les notes de bas de page.
- La présentation des références doit suivre les conventions bibliographiques. Il est recommandé d'utiliser les modèles {{Ouvrage}}, {{Chapitre}}, {{Article}}, {{Lien web}} et/ou {{Bibliographie}}. Le mode d'édition visuel peut mettre en forme automatiquement les références.
- Insérer une infobox (cadre d'informations à droite) n'est pas obligatoire pour parachever la mise en page.

Pour une aide détaillée, merci de consulter Aide:Wikification.
Si vous pensez que ces points ont été résolus, vous pouvez retirer ce bandeau et améliorer la mise en forme d'un autre article.
Pour les articles homonymes, voir Bouvet.
Henri Marius Camille Bouvet, dit Henry Bouvet (né à Marseille le 5 novembre 1859 et mort à Paris 17e le 24 février 1945), est un peintre et dessinateur français, tour à tour paysagiste, peintre de figures, peintre d'intérieur et décorateur. Il est surtout apprécié pour ses effets de lumière et ses crépuscules suburbains.

## Biographie

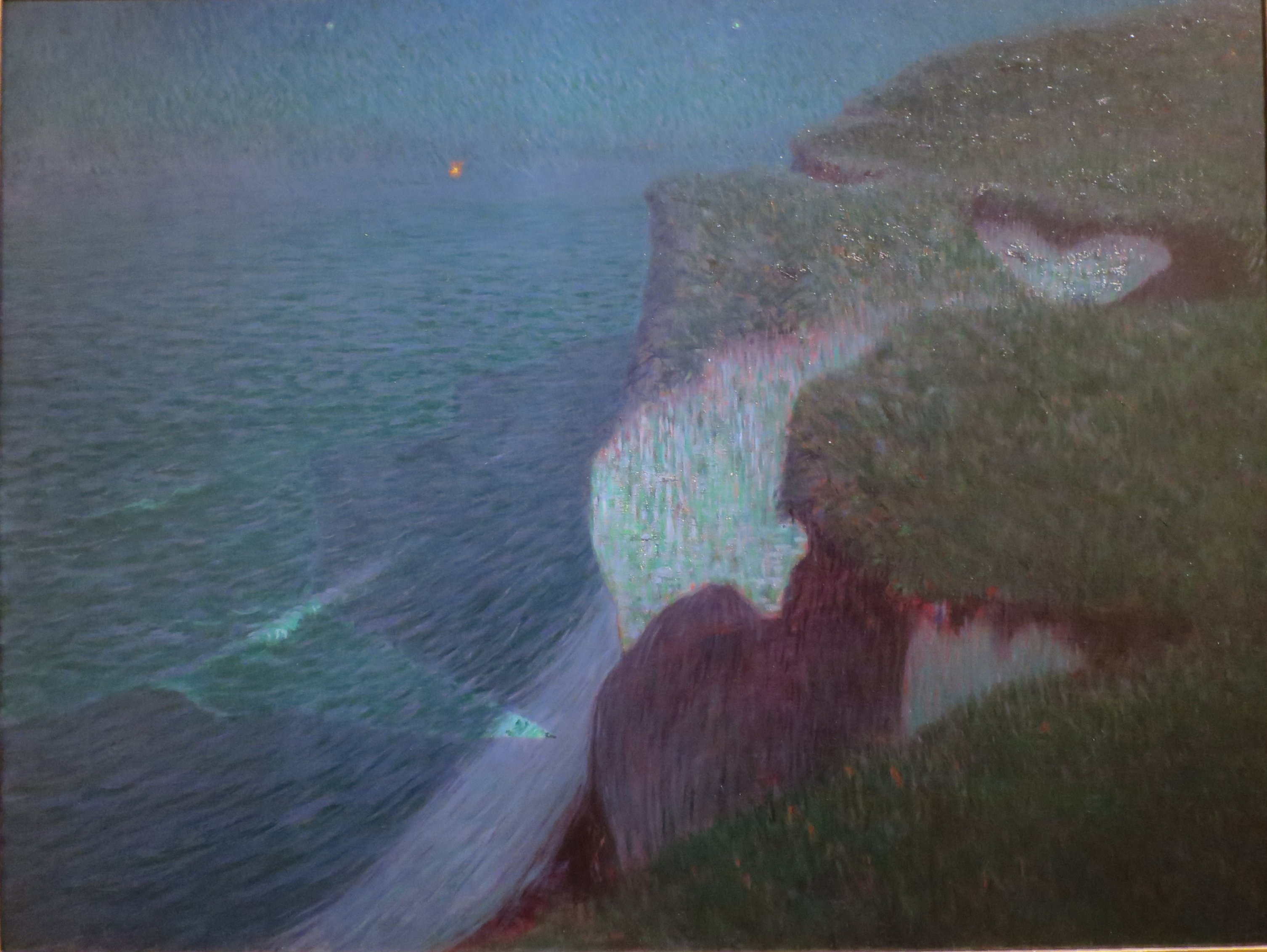
Falaises de Mesnival, huile sur toile, vers 1890, Columbus, Columbus Museum of Art.

En 1878 à l’âge de 19 ans, il entre à l'École des beaux-arts de Lyon où il est l'élève de Jean-Baptiste Poncet et du peintre d'histoires Michel Dumas.
Il monte à Paris en 1891 à l’âge de 32 ans, il suit l’enseignement d’Eugène Carrière et Alfred Roll ; ce dernier le pousse à se spécialiser dans un genre plus décoratif.
À partir de 1891, il expose régulièrement au salon de la Société Nationale des Beaux-Arts de Paris des tableaux de genre, des scènes d’intimité, des portraits, mais aussi des marines et des paysages avec des effets de lumière. Il en devient associé en 1893 et est élu en 1897 sociétaire de la Société des artistes français avant de devenir membre du jury d’admission.
En 1894, il expose chez Le Barc de Boutteville, en 1896 à Nantes et encore à l’étranger à Dresde en 1898. Cette même année, la ville de Paris fait l’acquisition de son tableau Le sentier d’or.
À l’exposition universelle de 1900, il obtient une médaille de bronze et l’une de ses toiles exposées «Le soir», est achetée par le Musée du Petit Palais, aux Champs-Élysées.
En 1901, devant 114 candidats dont Paul Signac, mais aussi Raoul Dufy, Othon Friesz et le Douanier Rousseau, le département de la Seine lui attribue, sur concours, la décoration de la salle des fêtes de l’hôtel de ville d’Asnières. Il exécute une série de dix panneaux d’une superficie totale de plus de 200 mètres carrés et à la suite de ce travail, il obtient pour la même mairie, la commande d’un plafond. La même année il devient membre du jury du Salon, titre qui sera renouvelé en 1905.
En novembre 1907 une exposition lui est consacrée à la Galerie Georges Petit, rue de Sèze, où il présente 160 toiles et une cinquantaine d’études. La presse spécialisée commentera largement cet évènement de façon favorable.
C’est à cette époque que lors de son séjour à Belle-Ile, il découvre l’océan qui est si différent de la Méditerranée qu’il a côtoyée jusque-là et il réalise et ramène des marines que les critiques jugeront «d’un effet saisissant». Sa toile Baigneuses, soir à Belle-Île-en-Mer (1898) est conservée par le musée historique de Belle-Île-en-Mer.
En 1909, il est nommé membre du jury des Artistes Français et il expose également la même année à Monaco, à Varsovie en 1911 et Buenos-Aires en 1913.
Trop âgé pour être mobilisé pendant la Première Guerre mondiale, il retourne dans le Midi, où il compose des marines ainsi que des vues de la baie d’Agay, du port de Marseille et des environs.
En 1923, de retour à Paris, il expose à la Galerie Charpentier rue du Faubourg Saint-Honoré, où il présente 100 toiles qui attirent l’attention de mécènes comme la Comtesse Greffulhe ou le Maharadjah de Kapurthala pour lesquels il exécute diverses compositions.
Il participe encore aux salons annuels de Paris mais aussi à l’exposition de Marseille en 1928, de New York en 1929 et de Tokyo en 1934.
À la Seconde Guerre mondiale, il a 80 ans et se retire dans sa propriété de Saint-Alban-de-Roche, près de Bourgoin (Isère) où il réalise ses dernières œuvres : natures mortes, paysages locaux ou portraits de famille. Il meurt à Paris le 24 février 1945.

## Œuvres exposées dans les Salons
Salon de Paris
Huile sur toile:
- Salon de 1892
  - Le 21 octobre 1891 aux Ollières (Ardèche)
  - Une Visite

- Salon de 1893
  - À l'île de la Jatte
  - Au bord de l'eau
  - Falaise de Sainte-Marguerite (Var)
  - Portrait de Mme A. M...
  - Portrait de Mme H. B...

- Salon de 1894
  - À Saint-Germain en avril
  - Brodeuses
  - Étude de mer
  - Mer houleuse
  - Portrait de M. J...
  - Portrait de miss Edmée Bayly
  - Portrait de Mme J...
  - Un coin de la côte à Sainte-Marguerite (Var)

- Salon de 1895
  - Avant l'orage
  - La falaise de Mesnival
  - Les brumes
  - Marée basse
  - Marée montante
  - Portrait

- Salon de 1896
  - En Automne
  - L'église de Flocques (Normandie)
  - Lendemain de gros temps
  - Vénus

- Salon de 1897
  - Falaise
  - Gros temps
  - Houle
  - Soir
  - Solitude

- Salon de 1898
  - Dans les roches              
  - Étude
  - Étude
  - Étude
  - Étude
  - Le sentier d'or

- Salon de 1899
  - Avant la nuit; A la mer, le soir
  - Les brumes; A la mer, le soir
  - Marée basse; A la mer, le soir
  - Soleil couchant; A la mer, le soir
  - Crépuscule (Belle-Ile)
  - Derniers rayons (Belle-Ile)
  - La Grotte (Belle-Ile)
  - La nuit à Sauzon (Belle-Ile)
  - La plage (Manche)
  - Octobre (Belle-Ile)
  - Portrait de Mme A. B…
  - Portrait de Mme H. B…

- Salon de 1902
  - Ainay (Lyon)
  - Autour d’une lampe
  - La chaumière endormie (Mesnilval)
  - Le phare et l’Étoile (Belle-Isle)
  - Nocturne parisien (route de la Révolte)
  - Panneau décoratif

- Salon de 1903
  - Panneau décoratif destiné à la mairie d’Asnières

- Salon de 1906
  - Chansons grises
  - En août (Mesnilval)
  - Étude de mer (Belle-Ile)
  - Le Thé
  - Nuit d’équinoxe (Mesnilval)
  - Une chaumière (Mesnilval)

- Salon de 1907
  - Paysage
  - Paysage
  - Paysage
  - Paysage
  - Paysage
  - Paysage

- Salon de 1908
  - Au bois
- Salon de 1909
  - Intérieur
  - Paysage
  - Paysage

- Salon de 1910
  - À l'atelier
  - Intérieur
  - Mer normande
  - Portrait du Dr R. G…
  - Rochers à Belle-Isle
  - Une ferme; Dauphiné

- Salon de 1911
  - Dans le port
  - En août
  - Portrait de Mlle G...
  - Portrait de Mlle M...
  - Portrait de Mme F...
  - Un coin du vieux port (Marseille)

- Salon de 1912
  - Entrée du vieux port. Marseille
  - Ferry-Boat. Marseille
  - Portrait de Mme L'A. de L...
  - Quai Saint-Jean. Marseille
  - Voiliers. Marseille

- Salon de 1914
  - Soir d'espérance

- Salon de 1921
  - Un quai à Lyon décembre 1916
  - Un coin de côte, environ de Toulon
  - Le fort Saint-Jean, Marseille
  - En juillet, Saint-Alban de Roche (Isère)

- Salon de 1922
  - Portrait de Mme T.F…
  - Soir d'été
  - Le livre d'image

- Salon de 1923
  - La route nationale No 6 (Dauphiné)
  - La sortie du village (Dauphiné)
  - Derniers rayons (Dauphiné)
  - Crépuscule (Dauphiné)
  - La pointe de Portus (Baie d'Agay)

- Salon de 1924
  - L'étang
  - Les nénuphars
  - Baigneuses
- Salon de 1926
  - En rade (Agay)

Dessin, pastel, sanguine :
- Salon de 1891
  - Portrait de M. D... (pastel)
  - Portrait de Mme X... - liseuse (pastel)

- Salon de 1893
  - Marine (pastel)
  - Portrait d'Ami (pastel)

- Salon de 1902
  - Coquetterie (sanguine)
  - Hélène (sanguine)
  - Louise (sanguine)
  - L’ami G... (sanguine)
  - Prière (sanguine)
  - Simone (sanguine)

- Salon de 1908
  - Au sermon (dessin)
  - Jeune fille brodant (dessin)
  - Lecture interrompue (pastel)
  - Parisienne (dessin)
  - Portrait (dessin)
  - Rêverie (dessin)

- Salon de 1909
  - Imperia (pastel)
  - La nuit à Sauzon, Belle-Isle (pastel)
  - Portrait de M. A. L... (sanguine)
  - Portrait de Mlle G. de B... (pastel)
  - Portrait de Mme F. L... (sanguine)

## Marché de l'art publique
Vente dédiée à l’artiste ou ensemble:
- 1988 Ader Picard Tajan, Drouot, La Méditerranée par Henry Bouvet, dessins et peintures contenant 83 lots.
- 1995 Maitre Marc-Arthur Kohn, Drouot, Hommage à Bouvet, dessins et peintures contenant 76 lots.
- 2006 Yann Le Mouel, Drouot, Atelier Henri Bouvet, dessins et peintures contenant 177 lots
- 2017 MUIZON – RIEUNIER, Drouot, tableaux et dessins des XIXe et XXe siècles dont un ensemble d’œuvres d’Henry BOUVET, dessins et peintures contenant 20 lots

Vente Notable:

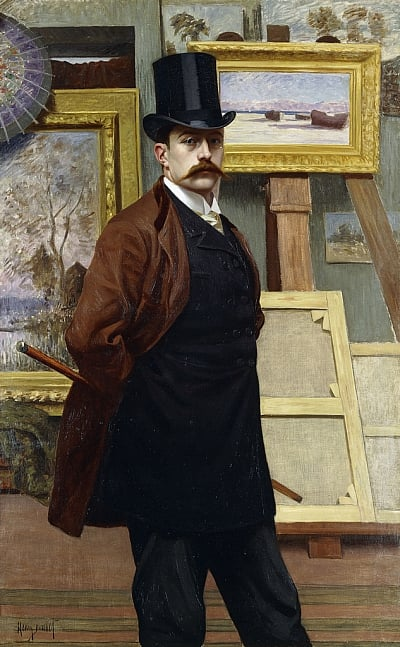
Autoportrait dans l’atelier, huile sur toile

- Autoportrait dans l’atelier (162 × 97 cm), Christie's 25/10/1996, 134 500 USD[10]
- En rade, Agay (233 × 206 cm, Salon 1926), Ader Picard Tajan 10/10/1988, 131.106 EUR
- Au bois-au pré catalan (206 × 289,5 cm,Salon de 1908), Kohn 06/05/1994, prix au marteau (hors frais) 73.176 EUR
- Soir d’été (146 × 122 cm, Salon de 1922), Kohn 19/11/1989, prix au marteau (hors frais) 47.259 EUR[11]
- Scène de restaurant (81 × 100,5 cm), Sotheby’s, 25/06/2008, 39.150 EUR[12]

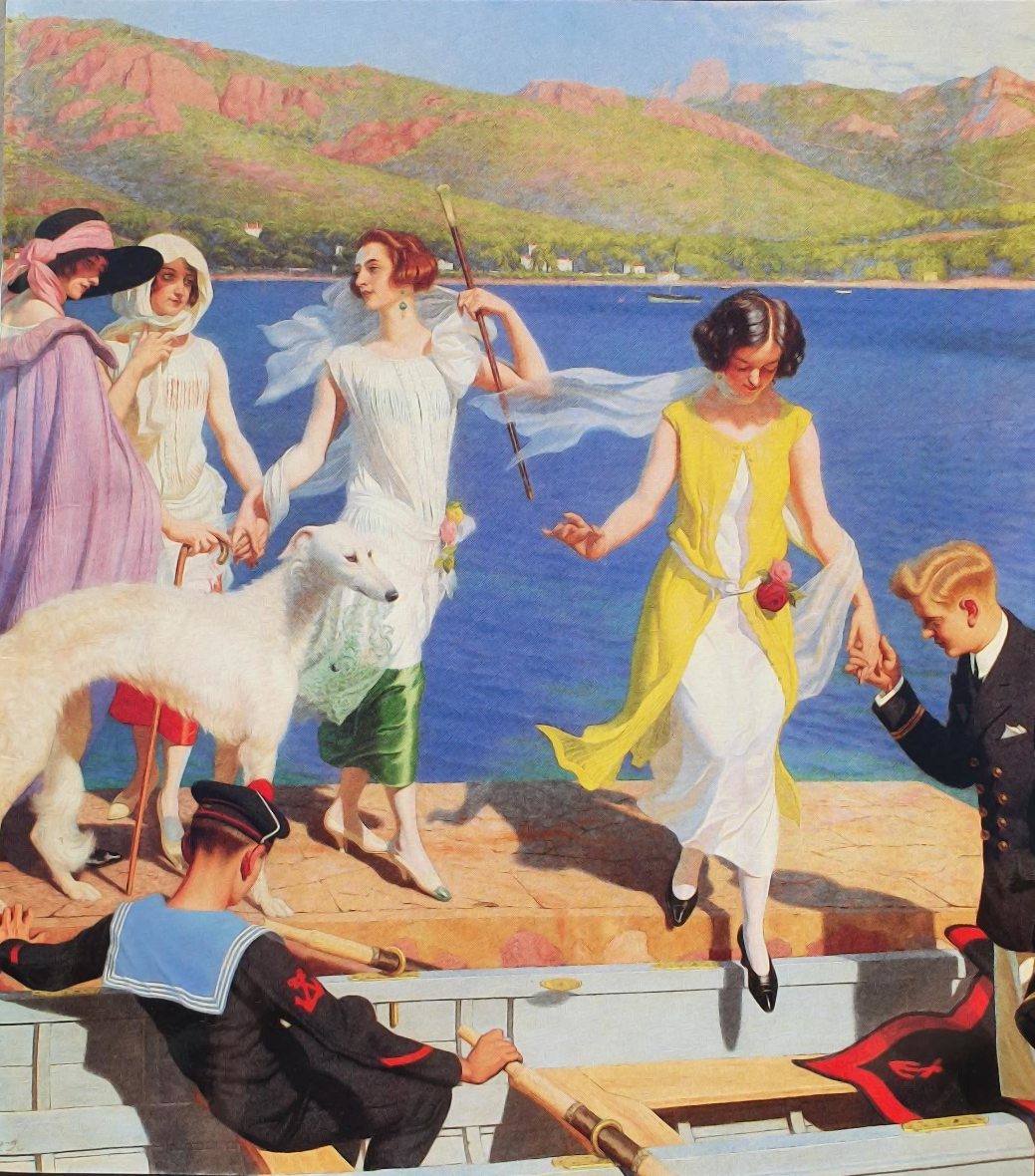
En rade (Salon 1926), huile sur toile

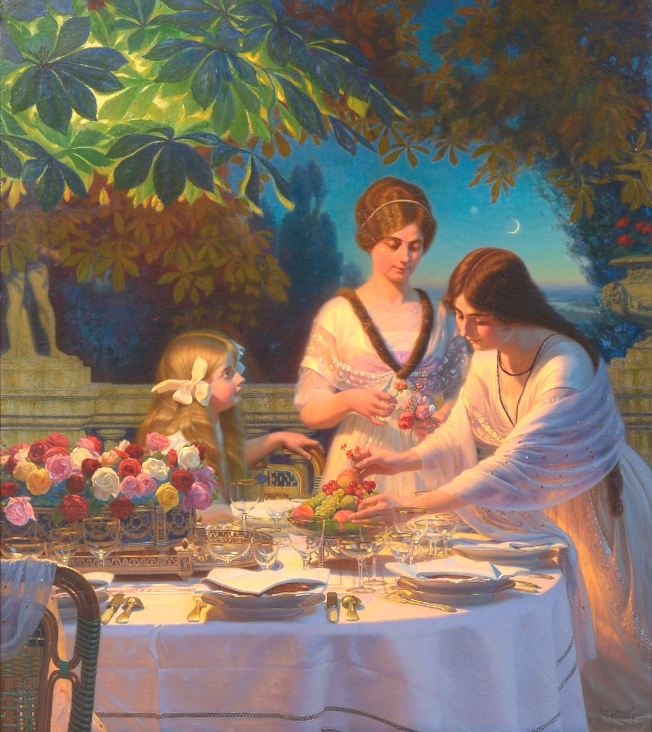
Soir d'été (Salon 1922), huile sur toile

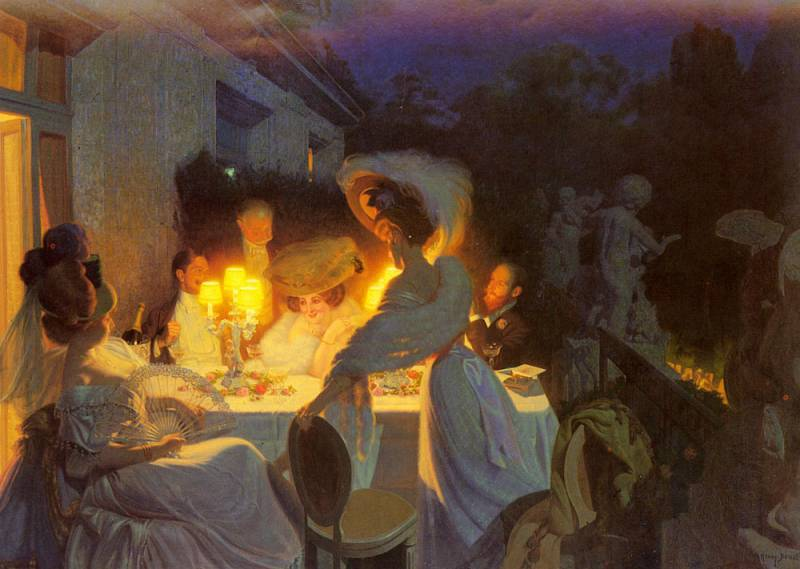
Au bois-au pré catalan (Salon 1908), huile sur toile

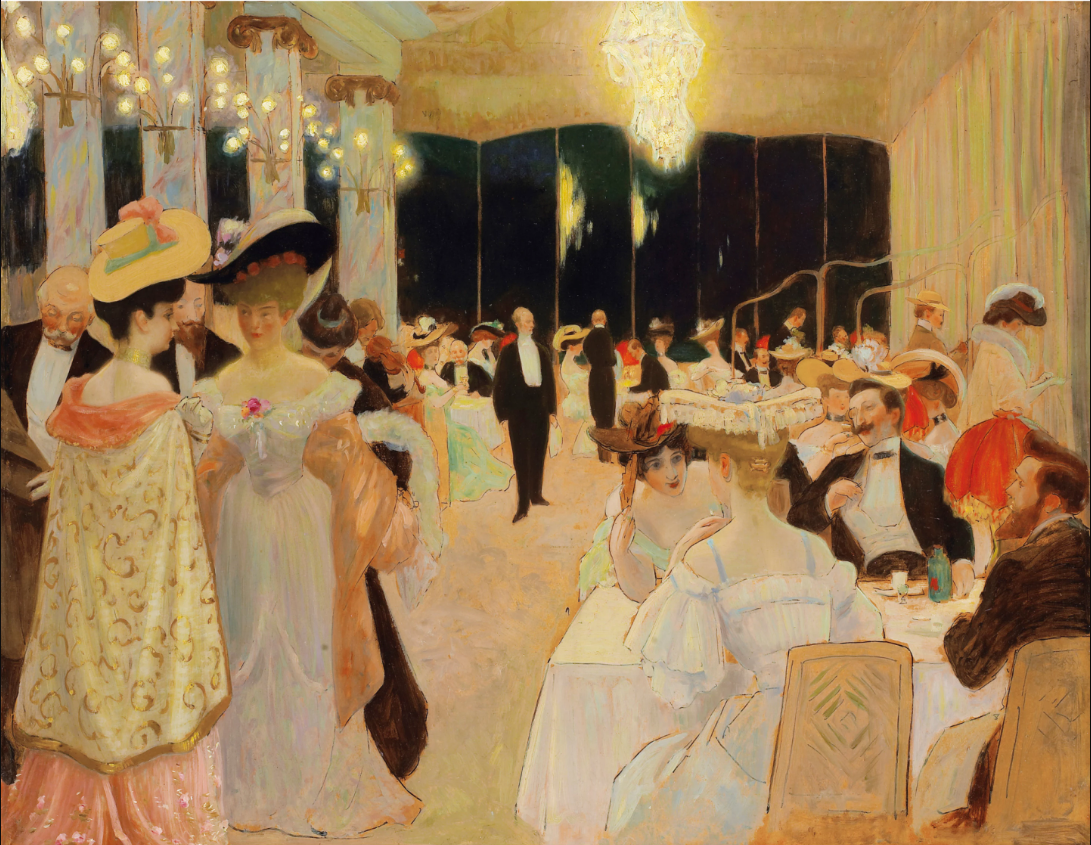
Scène de restaurant, huile sur toile